# Rivière Pichoui Ouest
Pour les articles homonymes, voir Pichoui.
La rivière Pichoui Ouest est un affluent de la partie supérieure du lac Ayer lequel est traversé vers le sud par la rivière Pichoui, coulant du côté ouest de la rivière Saint-Maurice, en Haute-Mauricie, en traversant les cantons de Suzor, dans la ville de La Tuque, dans la région administrative de la Mauricie, au Québec, au Canada.
Ce cours d'eau fait partie du bassin versant de la rivière Saint-Maurice laquelle se déverse à Trois-Rivières sur la rive nord du fleuve Saint-Laurent.
L’activité économique du bassin versant de la rivière Pichoui Ouest est la foresterie. Le cours de la rivière coule entièrement en zones forestières. La surface de la rivière est généralement gelée du début de décembre jusqu’au début d’avril.

## Géographie
La rivière Pichoui Ouest prend sa source à l’embouchure d’un lac sans nom (longueur : 1,6 km ; altitude : 543 m) dans le territoire de La Tuque. Ce lac contourne en forme de premier cartier de lune du côté ouest une montagne dont le sommet atteint 547 m. Située au sud du lac au fond d’une longue baie, cette embouchure est à 5,4 km au nord-ouest de la confluence de la rivière Pichoui Ouest et à 136 km au nord-ouest du centre-ville de La Tuque.
À partir de sa source, la rivière Pichoui Ouest coule sur 8,5 km, selon les segments suivants :
- 2,8 km vers le sud dans le canton de Suzor, jusqu’à l’embouchure d’un lac sans nom (longueur : 0,8 km ; altitude : 507 m) que traverse la rivière sur sa pleine longueur ;
- 1,6 km vers le sud-est, jusqu’à l’embouchure d’un lac sans nom (longueur : 0,7 km ; altitude : 489 m) que traverse la rivière sur sa pleine longueur ;
- 4,1 km vers le sud-est, puis le nord-est, en serpentant et en recueillant la décharge d’un lac (venant du sud) en fin de segment, jusqu’à la confluence de la rivière[2].

La rivière Pichoui Ouest se déverse dans le canton de Suzor, au fond d’une baie sur la rive sud-ouest de la partie supérieure du lac Ayer (altitude : 443 m).
La confluence de la rivière Pichoui Ouest est située à :
- 21,4 km à l'est du centre du village de Parent ;
- 12,0 km au nord-ouest du centre du hameau de Casey ;
- 41,3 km à l'ouest du centre du village de Weymontachie ;
- 131 km au nord-ouest du centre-ville de La Tuque.

## Toponymie
Le toponyme rivière Pichoui Ouest a été officialisé le 5 décembre 1968 à la Commission de toponymie du Québec.